# Leo Hubert Braun
Leo Hubert Braun (auch Leonbert Braun, * 31. Mai 1891 in Eschweiler; † 7. August 1969 in Stuttgart) war ein deutscher Maler und Grafiker.

## Leben und Werk
Leo Hubert Braun absolvierte von 1909 bis 1911 an der Kunstgewerbeschule Aachen eine Ausbildung zum Technischen Zeichner und Dekorationsmaler. Von 1919 bis 1925 studierte er an der Stuttgarter Kunstakademie bei Robert Breyer, Christian Landenberger und Heinrich Altherr. Anschließend war er vier Jahre lang Meisterschüler Heinrich Altherrs. Er unternahm Studienreisen nach Italien, Belgien, Frankreich und nach Russland. Sehr stark beeindruckten  Braun 1928 in Paris die Werke Paul Cézannes.
1924 nahm er erstmals an einer Ausstellung der Stuttgarter Sezession teil. 1931 und 1932 nahm er an den Ausstellungen der Juryfreien Künstlervereinigung Stuttgart teil. 1940 war er mit drei Kohle-Zeichnungen mit Motiven zum Bau der Reichsautobahn auf der Großen Deutschen Kunstausstellung in München vertreten. Davon erwarb Hitler „Baustelle der Reichsautobahn Rohrbachtal-Brücke II“. 1956 nahm Braun an einer Kollektivausstellung im Kunsthaus Schaller (Stuttgart) teil.
Braun war vor allen Dingen wegen seiner aus der Industriearchitektur stammenden Motive wie „Concordiahütte“, „Rote Brücke“ (beide gezeigt auf der Stuttgarter Sezessionsausstellung 1927), „Hochofen mit Brücke“ (gezeigt auf der Stuttgarter Sezessionsausstellung 1928) und „Bahnwärterhäuschen“ (gezeigt auf der Stuttgarter Sezessionsausstellung 1929) bekannt.